# Чепински манастир „Свети Три Светители“
Чепинският манастир „Свети Три Светители“ е православен манастир в Софийско.
Намира се на Околовръстния път срещу село Чепинци (област София). Съвременните постройки в манастира са от началото на XX век. Манастирът е ограден и има католикон, жилищна постройка, магерница и малката стара (1906 г.) църквица, така нареченото Шатовско църкве.
Освен манастирския храм, посветен на светите три светители -  Йоан Златоуст, Василий Велики и Григорий Богослов, в двора на манастира има и два изцяло изографисани параклиса – „Св. Петка“ и „Св. пророк Илия“.
Днес светата обител е действащ, женски манастир.

## Галерия
- Дворът с Църквата
- Интериорът на църквата
- Параклис Св. Петка
- Параклис Св. Илия
- Параклисът Шатовското църкве